# Уртакуль
Уртаку́ль (рос. Уртакуль, башк. Уртакүл) — село (в минулому селище) у складі Буздяцького району Башкортостану, Росія. Адміністративний центр Уртакульської сільської ради.
Населення — 437 осіб (2010; 476 у 2002).
Національний склад:
- башкири — 43 %
- татари — 28 %

Стара назва — селище Уртакульського отділення Уртакульського совхоза, в радянські часи — Отділення Уртакульське совхоза Уртакульське.